# 薩薩·巴利奇
薩薩·巴利奇（1990年1月29日—）是一位黑山足球運動員。在場上的位置是後衛。他現在效力於烏克蘭足球超級聯賽球隊扎波羅熱冶金足球俱樂部。他也代表黑山國家足球隊參賽。